# Acratoleon dispar
Acratoleon dispar är en insektsart som beskrevs av Banks 1934. Acratoleon dispar ingår i släktet Acratoleon och familjen myrlejonsländor. Inga underarter finns listade i Catalogue of Life.